# فرانسيسكو زامبانو
فرانسيسكو زامبانو (بالإيطالية: Francesco Zampano) (30 سبتمبر 1993 بجنوة في إيطاليا - ) هو لاعب كرة قدم إيطالي في مركز الدفاع. شارك مع منتخب إيطاليا تحت 19 سنة لكرة القدم ومنتخب إيطاليا تحت 20 سنة لكرة القدم ومنتخب إيطاليا تحت 21 سنة لكرة القدم ومنتخب إيطاليا لكرة القدم للدرجة الثانية ‏. أما مع النوادي، فقد لعب مع نادي بيسكارا ونادي سامبدوريا وهيلاس فيرونا ونادي فيرتوس إينتيلا ويوفي ستابيا.

## وصلات خارجية
- فرانسيسكو زامبانو على موقع الاتحاد الأوربي (الإنجليزية)
- فرانسيسكو زامبانو على موقع قاعدة بيانات كرة القدم.إي يو (الإنجليزية)
- فرانسيسكو زامبانو على موقع عالم كرة القدم.نت (الإنجليزية)
- فرانسيسكو زامبانو على موقع AS.com (الإسبانية)